# Смоленський Лібер Бенціонович
Лібер Бенціонович Смоленський (16 грудня 1900, Павлоград — 12 серпня 1974, Харків) — український радянський живописець; член харківської організації Спілки радянських художників України з 1939 року.

## Біографія
Народився 16 грудня 1900 року в місті Павлограді (нині Дніпропетровська область, Україна). Протягом 1916—1917 років навчався в Одеському художньому училищі у Тита Дворникова, Данила Крайнєва; у 1922—1930 роках — у Харківському художньому інституті у Михайла Шаронова, Миколи Бурачека.
Упродовж 1923—1963 років працював у Харківському художньому музеї, де пройшов шлях від молодшого наукового співробітника до головного зберігача. Був членом КПРС. Мешкав у Харкові в будинку на вулиці Отокара Яроша, № 17а, квартира № 30. Помер у Харкові 12 серпня 1974 року.

## Творчість
Працював в галузях станкового живопису і станкової графіки, переважно у жанрі пейзажу. У доробку є також натюрморти, портрети. Серед робіт:
- «Баку—нафта» (1930);
- «Дніпробуд» (1932);
- «Плавучий рибозавод» (1936);
- «Над морем» (1954);
- «Харків росте» (1966);
- «Вертолітний полустанок» (1968).

Брав участь у республіканських виставках з 1929 року. Персональні виставки відбулися у Харкові у 1959, 1970 роках; Чугуєві у 1959 році. Протягом 3—26 березня 2006 року в залах Харківського художнього музею відбулася виставка художника, яка включала 200 його творів живопису та графіки.
Твори художника представлені в Харківському художньому музеї, галереях і приватних колекціях в Україні та за її межами.